# Taglio di Po
Taglio di Po är en ort och kommun i provinsen Rovigo i regionen Veneto i Italien. Kommunen hade 8 195 invånare (2018).